# پاول زاگومنی
پاول لخ زاگومنی (به لهستانی: Paweł Lech Zagumny) (متولد ۱۸ اکتبر ۱۹۷۷) بازیکن والیبال اهل لهستان عضو سابق تیم ملی والیبال لهستان است. زاگومنی از با تجربه‌ترین بازیکن‌های لهستان به‌شمار می‌رفت و از سال ۱۹۹۶ تا ۲۰۱۴ عضو تیم ملی لهستان بود.

## حرفه ای

### ملی
زاگومنی در قهرمانی والیبال جهان ۲۰۰۶ به عنوان بهترین پاسور انتخاب شد که در این مسابقات به همراه تیم ملی لهستان موفق به کسب مدال نقره شد. در لیگ جهانی ۲۰۰۷ در لهستان، به عنوان بهترین پاسور لیگ جهانی دست یافت. زاگومنی در ادامه موفقیت‌های خود در سال ۲۰۰۷ به عنوان بهترین پاسور در بازی‌های المپیک تابستانی پکن رسید. او با تیم ملی لهستان موفق به کسب مدال طلا مسابقات قهرمانی والیبال اروپا ۲۰۰۹ شد و در انتها به عنوان بهترین پاسور این دوره از مسابقات جام ملت‌های اروپا انتخاب شد. در تاریخ ۱۴ سپتامبر ۲۰۰۹ توسط نخست‌وزیر لهستان دونالد تاسک به او مدال شایستگی لهستان اعطا شد. پاول در سال ۲۰۱۱، مدال نقره جام جهانی را به دست آورد. پاول به همراه ستاره‌های تیم ملی لهستان قهرمان لیگ جهانی ۲۰۱۲ شد. زاگومنی به همراه تیم ملی لهستان مدال طلا قهرمانی جهان ۲۰۱۴ را به دست آورد و پس از ۱۸ سال حضور از تیم ملی خداحافظی کرد.